# 大本德彩龟
大本德彩龜（英語：Big Bend Slider，學名：Trachemys gaigeae）是彩龜屬下的一種龜，發現於美國各州。